# 1840-ві у футболі
Нижче наведені футбольні події 1840-х років у всьому світі.

## Події
- 1848 — комітет при Кембриджському університеті намагається створити універсальний набір правил футболу. (Цей звід пізніше став відомим як Кембриджські правила і зробив великий поштовх для створення футбольних правил)
- 1849 — В Челтнемі вперше в історії матч обслуговували три судді — два в полі і один на трибуні.

## Народились
- 2 грудня 1842 — Чарльз Вільям Алкок — англійський футболіст та засновник кубка Англії.
- 19 червня 1847 — Роберт Баркер — англійський футболіст
- 30 серпня 1847 — Мортон Беттс — англійський футболіст
- 16 травня 1848 — Ернест Бембрідж — англійський футболіст
- 22 серпня 1848 — Джон Брокбенк — англійський футболіст
- 28 березня 1849 — Рег Біркетт — англійський футболіст
- 22 липня 1849 — Фредерік Меддісон — англійський футболіст